# Ti’innik
Ti’innik (arab. تعنك) – arabska wioska położona w muhafazie Dżanin, w Autonomii Palestyńskiej.

## Położenie
Wioska Ti’innik jest położona na wysokości od 110 do 160 metrów n.p.m. na wschodnich zboczach wzgórza Tel Ta’anach (182 m n.p.m.) u podnóża południowo-wschodnich stoków płaskowyżu Wyżyny Menassesa. Okoliczne wzgórza są w większości porośnięte oliwnymi gajami, i wznoszą się w kierunku północno-zachodnim w stronę Wadi Ara, a po stronie południowej przechodzą w Samarię. Natomiast w kierunku północno-wschodnim teren łagodnie obniża się do Doliny Jezreel w Izraelu. Na północ i zachód od wioski przepływa strumień Azam, natomiast po stronie wschodniej przepływa strumień Jamus. W otoczeniu wioski Ti’innik znajduje się miejscowość Silat al-Harisijja, oraz wioski Zububa i Rummanah. W odległości 1 km na północny wschód od wioski przebiega mur bezpieczeństwa oddzielający terytorium Izraela od Autonomii Palestyńskiej. Po stronie izraelskiej są położone moszawy Ram-On, Barak, Dewora i Gadisz.
Ti’innik leży w muhafazie Dżanin w Autonomii Palestyńskiej.
W sąsiedztwie wsi znajduje się stanowisko archeologiczne Tell Taanach, identyfikowane z biblijnym miastem Tanak.

## Historia
W wyniku I wojny izraelsko-arabskiej w 1949 roku wioska Ti’innik znalazła się pod okupacją Jordanii. Podczas wojny sześciodniowej w 1967 roku cała Samaria znalazła się pod okupacją Izraela. Zawarte w 1983 roku Porozumienia z Oslo przyniosło utworzenie Autonomii Palestyńskiej. Wioska Ti’innik znajduje się w strefie B, która podlega palestyńskiej administracji, jednak za kwestie bezpieczeństwa nadal odpowiada Izrael. Z tego powodu obszar ten jest patrolowany przez Siły Obronne Izraela.

## Demografia
Według danych z 2006 roku w wiosce mieszkało prawie 1,1 tys. osób.

## Gospodarka
Gospodarka wioski opiera się na rolnictwie, sadownictwie i hodowli drzewek oliwnych.

## Transport
Z wioski wyjeżdża się lokalną drogą na północny wschód, i po około 1 km dojeżdża do skrzyżowania z drogą nr 66, którą jadąc na północny zachód dociera się do przejścia granicznego Salem, lub jadąc na południowy wschód do miasta Dżanin.